# Campionato argentino di rugby a 15 1961
Il Campionato argentino di rugby a 15 1961  è stato vinto dalla selezione di Mar del Plata che ha battuto in finale la selezione di Rosario.
Molte le novità :
- Vengono unificate le due selezioni di Provincia e Capital nella selezione di Buenos Aires
- Le squadre vengono divise in 4 zone di tre squadre con girone all'italiana
- Il successo arride per la prima volta ad una selezione non sotto l'egida della U.A.R.
- Per la seconda volta un arbitro di una federazione straniera viene chiamato a dirigere alcune partite del campionato. Si tratta dello scozzese James Taylor, invitato dalla UAR a tenere uno stage formativo di un mese con gli arbitri argentini[1]

## Preliminari
| ZONA A    |              |   |          |         |              |
| 20 luglio | Rosario      | - | Santa Fe | 17 - 12 | Rosario      |
| 18 agosto | Buenos Aires | - | Rosario  | 3 - 11  | Buenos Aires |
| 11 sett.  | Buenos Aires | - | Santa Fe | 3 - 0   | FORFAIT      |

- Classifica: 1. Rosario, 2. Buenos Aires, 3. Santa Fe

| ZONA B    |                     |   |               |        |               |
| 17 luglio | Rio Negro y Neuquén | - | Mar del Plata | 6 - 22 |               |
| 17 agosto | Rio Negro y Neuquén | - | Sur           | 0 - 14 |               |
| 18 luglio | Mar del Plata       | - | Sur           | 22 - 6 | Mar del Plata |

- Classifica: 1. Mar del Plata, 2. Sur, 3. Rio Negro y Neuquén

| ZONA C    |                |   |                |        |         |
| 18 luglio | Córdoba        | - | Valle de Lerma | 33 - 6 | Córdoba |
| 28 luglio | Córdoba        | - | UR del Norte   | 0 - 3  | Córdoba |
| 28 luglio | Valle de Lerma | - | UR del Norte   | 0 - 11 | Salta   |

- Classifica: 1. Norte, 2. Valle del Lerma 3. Cordoba

### Zona D
(forfait di Rio Cuarto)
| ZONA D   |          |   |      |       |          |
| 11 sett. | San Juan | - | Cuyo | 9 - 6 | San Juan |

## Fase Finale
|  | Semifinali    | Semifinali    | Semifinali |         |   | Finale        | Finale | Finale |  |
|  |               |               |            |         |   |               |        |        |  |
|  | Mar del Plata | Mar del Plata | 14         |         |   |               |        |        |  |
|  | Mar del Plata | Mar del Plata | 14         |         |   |               |        |        |  |
|  | San Juan      | San Juan      | 11         |         |   |               |        |        |  |
|  | San Juan      | San Juan      | 11         |         | 1 | Mar del Plata | 16     |        |  |
|  |               |               |            |         | 1 | Mar del Plata | 16     |        |  |
|  |               |               | 2          | Rosario | 6 |               |        |        |  |
|  | Rosario       | Rosario       | 2          | Rosario | 6 | 9             |        |        |  |
|  | Rosario       | Rosario       |            |         |   |               |        |        |  |
|  | UR del Norte  | UR del Norte  | 3          |         |   |               |        |        |  |

### Semifinali
| Mar del Plata 24 settembre 1961 | Mar del Plata    | 14 – 11 | San Juan | \| Arbitro: \| Carlos Seminario \| |
| Arbitro:                        | Carlos Seminario |         |          |                                    |

| Rosario 24 settembre 1961 | Rosario          | 9 – 3 | UR del Norte | Plaza Jewell\| Arbitro: \| Alberto Camardón \| |
| Arbitro:                  | Alberto Camardón |       |              |                                                |

### Finale
| Arbitro: | Eduardo Niño |

| |            | |
| mete: Ferrari E Prieto, Larosa trasf.: Boublath, Tiribelli c.p.: Boublath | Marcatori  | c.p.: Caballero Drop: Orengo |
| Caballero J. Mauro R. Puccio A. Dimaje J. Abalos R. Orengo J. Conti R. Villar W. Cerfoglio R. (cap.) Paillole C. Paquez E. Ferraro M. Esmendi R. Carosini A. Gómez Kenney J. | Formazioni | Sastre O. Beverino G. Prieto L. Mollo A. Marenco C. Tiribelli H. Meyer R. Larosa R. Ferrari E. Ferrari L. Olivera C. Boublath R. Arroyo O. Esnaola M. (cap.) Vial S. |